# VBA (beroepsvereniging)
De VBA is de Nederlandse beroepsvereniging van professionals in de beleggingsindustrie. Sinds 2018 is VBA onderdeel van CFA.

## Geschiedenis
De vereniging werd in 1961 opgericht als "Vereniging voor BeleggingsAnalisten". Het doel was om beleggingsonderzoek te stimuleren, en om de contacten tussen analisten onderling en tussen de beroepsgroep en het bedrijfsleven te bevorderen.
De vereniging is aangesloten bij de Europese Federatie van Verenigingen van Beleggingsdeskundigen EFFAS/ACIIA. De VBA had in 2013 zo'n 1300 leden, voor het merendeel werkzaam in de financiële wereld, zoals banken, verzekeringsmaatschappijen en pensioenfondsen.
In 2018 fuseerde de vereniging met CFA Society Netherlands, die verbonden is met de Amerikaanse CFA-opleiding, tot CFA Society VBA Netherlands.
In totaal heeft de vereniging ongeveer 2000 leden.

## Opleiding
De VBA organiseert in samenwerking met de Vrije Universiteit een postdoctorale financiële opleiding. Deze opleiding heet FBA (Financieel en Beleggingsanalist) en geeft recht tot vermelding in het door de VBA verzorgde Register Beleggings Analist (RBA). Het diploma geeft recht tot het voeren van de titel RBA.

## Publicatie
Naast het kwartaalblad VBA Journaal geeft de VBA katernen over specifieke financiële onderwerpen uit.